# 段樹文
段樹文（1963年4月1日—），桃園市無黨籍政治人物，桃園市八德區人，現任第三屆桃園市議會市議員與霄裡玉元宮主任委員，綽號「細鯽仔」，曾被列為十大槍擊要犯之一以及曾擔任桃園地區黑幫天道盟正義會會長而聞名，並曾參與多起犯罪事件而遭判處無期徒刑，經歷兩次減刑獲假釋出獄後逐步淡出江湖，並回至家鄉投身公益與宗教事業。
2018年首次競選直轄市桃園市議員，桃園市長鄭文燦親自站台支持，最終因遞補當選，成為台灣史上第一位曾被列為十大槍擊要犯的市議員而備受各界關注也引起社會輿論。
2022年第二次競選直轄市桃園市議員時順利連任。

## 生平

### 早年生活
段樹文在家中排行第八，是母親再婚後所生長子，父親是外省籍退伍軍人，從小在父親嚴厲的打罵教育中成長。年少時期，桃園縣八德市霄裡地區的閩南人及客家人兩大本省族群常發生衝突。段樹文因外省二代的省籍問題也時常與當地本省人發生鬥毆，進而接觸黑幫人士而開始混跡黑幫。
1983年間，年僅二十歲的段樹文因賭場糾紛夥同「神經劉」劉煥榮、「老鼠仔」游國麟、盧金源、「豬哥標」藍鳳標等幫派份子殺害大樹林幫老大楊柏峰，而聲名大噪。1984年間，段樹文夥同洪國華、劉煥榮、游國麟等人殺害郭江南，而被刑事警察局局長莊亨岱核定為國內首批十大槍擊要犯進行緝捕。落網後被臺灣高等法院判處無期徒刑，曾在1993年間獲減刑假釋出獄，卻因涉及多起犯罪事件於1996年「治平專案」全國掃黑再次入獄，數年之後再經減刑獲假釋出獄。
2005年間，段樹文涉嫌在幕後參與「惡龍」張錫銘槍擊犯罪集團而遭到警方逮捕，再度引起檢調單位以及媒體關注，並因藏匿罪犯被判刑六個月有期徒刑。2008年間，段樹文涉嫌在桃園縣成立「天道盟正義會」，自命為總會長，並在桃園市、八德市、中壢市、觀音鄉與大園鄉等地設立分會，進而擴大黑幫勢力。檢方當時以段樹文等人涉及十六項犯罪事實，於2010年5月依「組織犯罪防制條例」將段樹文等四十九名幫眾起訴。歷經十年審議，最終在2019年間因罪證不足獲判無罪。

### 參與政治
段樹文出獄返鄉後逐步淡出江湖，力挺胞兄陳松福當選八德市民代表會主席，因地方仕紳邀請擔任霄裡玉元宮委員，接受宗教洗禮，並從事捐助獎學金、捐棺助葬等公益活動。遂於2018年間以無黨籍身份投入第二屆直轄市桃園市八德區市議員選舉，獲得10,654選票（得票率11.8%）成為落選頭。
2020年6月，原本當選的桃園市議員劉茂群因賄選案，法院二審宣判當選無效定讞，由原是落選頭的段樹文遞補。段樹文於6月24日在母親及鄭文燦見證下，於桃園市議會宣示就職。段樹文也因其早年黑幫經歷受到媒體關注引發社會輿論，並再因擔任桃園市議會「警政、衛生」審查會召集人而引發爭議。

## 爭議
段樹文因早年參與黑幫活動，並且涉及多起殺人、暴力恐嚇、槍砲管制、組織犯罪等犯罪事項，而被社會大眾認為與黑道脫不了關係。2020年6月遞補當選為桃園市議員後，陰錯陽差擔任「警政」審查會召集人而再度引發爭議。段樹文為避免敏感而公開表明辭退警政召集人，然因議事規則無法擅自更換而保留職務。

## 軼聞
段樹文曾在入獄期間與美麗島民運人士民進黨前主席黃信介關押在同一所監獄，黃信介當時便苦勸段樹文要「好好讀書」、「做好事」，但當時年少輕狂的段樹文壓根聽不進去。段樹文在入獄期間，無師自學毛筆書寫數十年，曾經直播書寫毛筆義賣以及參與公益活動，亦使得地方人士逐漸對其改觀而支持度上漲。
段樹文昔日與竹聯幫成員「神經劉」劉煥榮、桃園八德黑幫份子「老鼠仔」游國麟為道上好兄弟，曾共同涉及楊柏峰命案、郭江南命案而知名。依據當代大眾媒體披露，段樹文與劉煥榮及游國麟等人，在逃亡期間曾投靠雲林縱貫線老大「黑松」蔡永常並受其庇護而被視為其一系人馬。
劉煥榮因遭游國麟背叛並欲將其殺害，事發前曾致電段樹文請他一同前往事發的荔坊餐廳，段樹文最終因未赴約鴻門宴而逃過一劫。段樹文在1986年入獄期間向警方「自白」與劉煥榮等人涉及轟動一時的華南銀行搶案及襄理林永泉命案，使得警方奔波查案四年，警方最終發現是段樹文因不滿劉煥榮將游國麟槍殺一事，刻意拖劉煥榮下水，變成一起烏龍事件。
曾轟動一時的「惡龍」張錫銘遭逮捕後，供出段樹文為該集團幕後藏鏡人之一，媒體亦披露段樹文早年逃亡期間結識高雄角頭「車頭宏文仔」洪鋒文等人，並稱其為大哥因而與其手下張錫銘等人熟識，最終因涉及藏匿罪犯被判處六個月有期徒刑。出獄後受到中壢地區的角頭抬拱下，大動作的整併桃園地區的小幫派，並經由天道盟盟主「圓仔花」鄭仁治的認可成立天道盟正義會，涉及多起犯罪事件遭到起訴，最終於2019年因罪證不足獲判無罪。

## 歷次選舉

### 2018年中華民國地方公職人員選舉
- 桃園市第三選區（八德區）
- 選舉人數：153,272

| 號次 | 候選人   | 性別 | 政黨       | 得票數 | 得票率 | 當選標記 |
| ---- | -------- | ---- | ---------- | ------ | ------ | -------- |
| 1    | 呂林小鳳 | 女   | 民主進步黨 | 14,093 | 15.61% |          |
| 2    | 王淑惠   | 女   | 民主進步黨 | 3,696  | 4.09%  |          |
| 3    | 蔡永芳   | 男   | 民主進步黨 | 12,403 | 13.74% |          |
| 4    | 朱珍瑤   | 女   | 中國國民黨 | 13,526 | 14.68% |          |
| 5    | 段樹文   | 男   | 無黨籍     | 10,654 | 11.80% |          |
| 6    | 呂淑真   | 女   | 中國國民黨 | 12,221 | 13.54% |          |
| 7    | 李國安   | 男   | 無黨籍     | 4,157  | 4.60%  |          |
| 8    | 劉茂羣   | 女   | 中國國民黨 | 12,219 | 13.54% |          |
| 9    | 蘇世岳   | 男   | 無黨籍     | 2,947  | 3.26%  |          |
| 10   | 張文瑜   | 女   | 無黨籍     | 4,629  | 5.13%  |          |

### 2022年中華民國地方公職人員選舉
- 桃園市第三選區（八德區）
- 選舉人數：153,272

| 號次 | 候選人   | 性別 | 政黨       | 得票數 | 得票率 | 當選標記 |
| ---- | -------- | ---- | ---------- | ------ | ------ | -------- |
| 1    | 許家睿   | 男   | 民主進步黨 | 10,874 | 11.53% |          |
| 2    | 楊朝偉   | 男   | 中國國民黨 | 11,571 | 12.27% |          |
| 3    | 伍世文   | 男   | 無黨籍     | 1,132  | 1.20%  |          |
| 4    | 呂宇晟   | 男   | 時代力量   | 5,272  | 5.59%  |          |
| 5    | 段樹文   | 男   | 無黨籍     | 11,436 | 12.13% |          |
| 6    | 呂林小鳳 | 女   | 民主進步黨 | 13,757 | 14.59% |          |
| 7    | 朱珍瑤   | 女   | 中國國民黨 | 12,872 | 13.65% |          |
| 8    | 蔡永芳   | 男   | 民主進步黨 | 9,902  | 10.50% |          |
| 9    | 張碩芬   | 女   | 中國國民黨 | 8,999  | 9.54%  |          |
| 10   | 趙宏勳   | 男   | 無黨籍     | 340    | 0.36%  |          |
| 11   | 邱述文   | 男   | 無黨籍     | 8,145  | 8.64%  |          |